# (2292) Seili
(2292) Seili ist ein Asteroid des Hauptgürtels, der am 7. September 1942 von dem finnischen Astronomen Yrjö Väisälä in Turku entdeckt wurde.
Der Name des Asteroiden geht auf die Insel Seili zurück, die sich in der Nähe von Turku befindet.